# Spontin
Spontin est une section de la commune belge d'Yvoir située au centre géographique de Wallonie dans la province de Namur.
C'était une commune à part entière avant la fusion des communes de 1977.
Ce gros village est traversé par le Bocq, un affluent de la Meuse (rive droite).

## Étymologie
Spontin étant situé dans la vallée, en un des rares endroits où la traversée du Bocq était jadis possible à gué, il doit sans doute son nom au diminutif de pont, les pontins "les petits ponts" (J. Germain).

## Géographie
Spontin se situe dans la vallée du Bocq, à une altitude variant entre 160 m et 285 m.
Le centre géographique de la Wallonie se situe sur le territoire de Spontin, un peu au sud-ouest du village, dans les bois, un petit monument y a été érigé pour indiquer aux promeneurs où se trouve le lieu exact. Il est symbolisé par une sculpture en pierre bleue d’Élie Noirot (2006), représentant deux roues de moulin désaxées, ornant le parc d’attractions réaménagé le long de la ferme du château. La présence du centre géographique dans cette localité fut révélée par l'émission de la RTBF "Projet X" le 5 juin 2003. N'ayant jamais été calculé, ce point central a été calculé par l'IGN, l'Institut Géographique National à la demande du journaliste de la RTBF, Nicolas Rondelez.

## Évolution démographique
- Source: DGS, 1831 à 1970=recensements population, 1976= habitants au 31 décembre
- 1856: Scission de Durnal en 1850

## Histoire
Le site de Spontin, établi le long d’un diverticulum conduisant de Dinant à Huy, fut occupé et fortifié dès la fin de l’époque gallo-romaine; un important cimetière du Bas-Empire et de l’époque franque y a été découvert au XIXe siècle. Cette nécropole gallo-romaine et mérovingienne a été fouillée par la Société archéologique de Namur (SAN) de 1860 à 1862, qui a mis au jour environ 160 tombes, des armes, des bijoux, des boucles, des récipients (verre, céramique et métal), des offrandes... La Société archéologique de Namur a présenté en 2016 ces objets (pour la plupart jamais exposés) qui sont des indices des pratiques funéraires de cette région du VIe au VIIe siècle
Fief de la prévôté de Poilvache, la terre de Spontin a constitué une seigneurie hautaine, dévolue dès le début du XIIIe siècle à la puissante maison de Beaufort-Spontin, avant de passer aux mains des de Glymes de Florennes (1518) puis de revenir aux de Beaufort-Spontin (1753), descendants des premiers seigneurs, jusqu’à la fin de l’Ancien Régime.
La terre de Spontin a subi les ravages de la lutte entre le prince-évêque de Liège et le duc de Bourgogne ; elle a été occupée en 1577 par les troupes des États lors de l’insurrection contre Philippe II.
Au début du XIXe siècle, la seigneurie de Spontin a été dissoute, pour donner naissance aux communes de Spontin, Dorinne et Purnode. Quant à Durnal, il ne s’est émancipé de Spontin qu’en 1850. En 1887, Spontin a encore cédé 208 ha de biens communaux aux communes voisines de Dorinne, Durnal et Purnode.
Le 23 août 1914, l'armée impériale allemande exécute 44 civils et détruit 131 maisons, lors des atrocités allemandes commises au début de l'invasion.Les unités mises en cause sont les 103e RI - Régiment d'Infanterie- et 101e RIR - Régiment d'Infanterie de Réserve-.
Lors de la Seconde Guerre mondiale, au cours de la Bataille de France, Spontin est prise le 12 mai 1940 par les Allemands de la Voraus-Abteilung Werner (avant garde de la 5e Panzerdivision de Max von Hartlieb-Walsporn).

## Héraldique
|  | Le blason est identique à celui utilisé au Moyen Âge par les seigneurs de Spontin. Blasonnement : D'argent à la bande coticée de gueules chargées de trois coquilles d'or. - Arrêté royal : 7 juin 1932 Source du blasonnement : Blason de Spontin sur le site Heraldry-wiki.com |

## Patrimoine et culture

### Patrimoine architectural

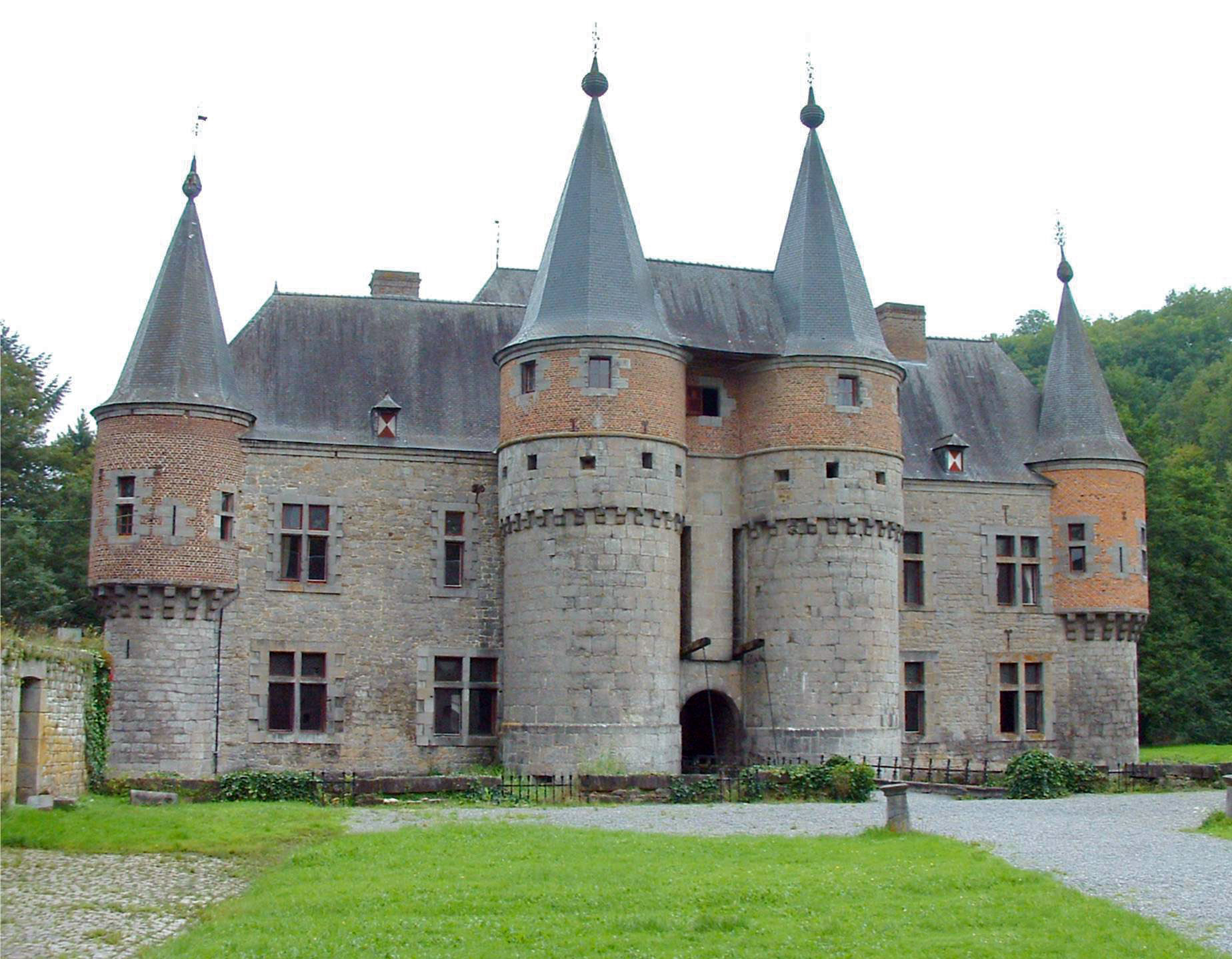
Le château de Spontin.

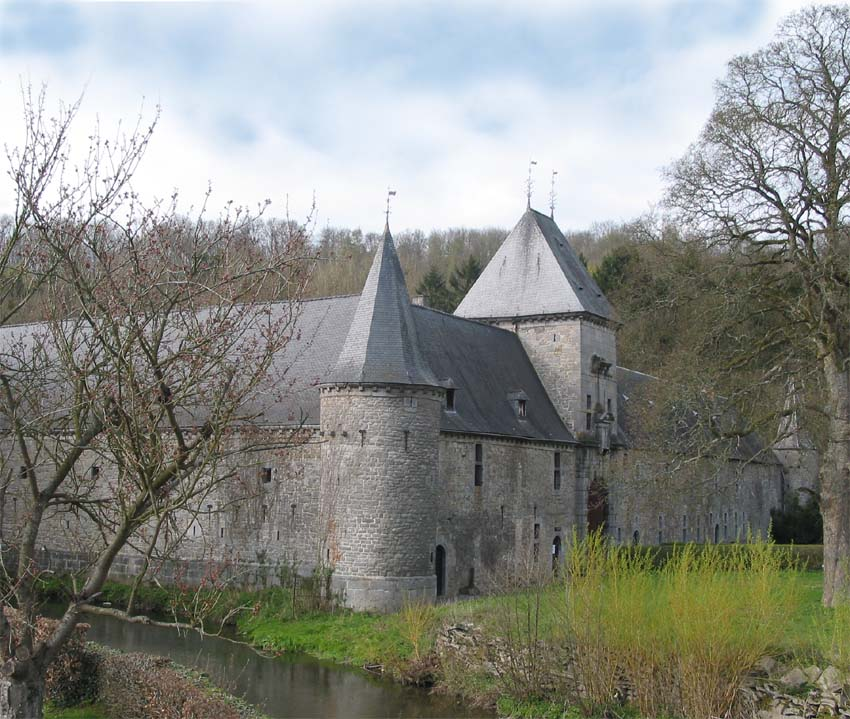
Le Bocq, la ferme castrale et le château.

- Le château de Spontin entouré des eaux vives du Bocq, est un des témoignages remarquables de l'architecture du Moyen Âge en Belgique. Le château montre l'évolution d'un logis seigneural du XIIe au XVIIe siècle. Simple donjon au XIIe siècle, agrandi en château fort au XIVe siècle, il fut restauré à la fin du XVIe siècle dans le goût de la Renaissance et rehaussé de briques roses et de toits en poivrière. Les communs, qui furent ajoutés en 1622 en dehors des douves, ferment l'actuelle cour d'honneur. Dans la cour d'armes, ornée d'une élégante armature de puits en fer forgé par Van Boeckel (XIXe siècle), apparaît l'ancien donjon. Les salles du vieux logis, aux murs énormes, aux cheminées gothiques et boiseries Louis XIII, au pavement de grès, contrastent par leur austérité avec les appartements. La partie sud a été décorée au XIXe siècle dans le style néo-gothique.
- L’église paroissiale Saint-Georges, construite au sommet d’un raidillon en moellons de calcaire, de style gothique, a été reconstruite après l’incendie de 1914, sur un modèle différent de celui de la dernière restauration vers 1880-1885 par l’architecte Van Assche. Très belle lame funéraire en cuivre du comte de Glymes de Florennes et de sa femme (XVIIIe siècle).
- Le moulin, construit en aval du château vers 1870, a fonctionné jusqu’en 1953 ; il est toujours en état de marche. Au rez-de-chaussée, se trouve l’énorme roue à aubes aux armatures en fer couverte, et l’ensemble des rouages de transmission ainsi que le blutoir. Au premier étage, les 4 paires de meules avec leurs archures permettaient de moudre froment, orge et épeautre. Le 2e étage contient le reste de l’outillage dont la décortiqueuse d’épeautre, ce qui rend l’installation quasi complète.
- L’usine d’embouteillage des Sources de Spontin se trouve un peu à l’écart du village, dans un cadre magnifique ; on ne peut plus la visiter comme autrefois lorsqu’elle était entourée de jardins d’agrément à l’anglaise. Ces sources qui répondent aux noms de Duchesse, Presbytère et Clairchant, étaient réputées autrefois pour leurs vertus curatives. Leur officialisation, en 1922, se concrétise par la création de la « Compagnie Générale des Eaux Minérales et Gazeuses ».
- Quelques fermes concentrées au centre du village, autour de l’église, aucune n’est encore en activité mais deux d’entre elles présentent encore leurs volumes imposants.
- La ferme de Salazinne, à l'écart au sud-ouest du village, agrémentée d’une tour de défense, mérite le détour.
- La gare de Spontin, reconvertie en salle de fête, a gardé tout son cachet d’antan.

### Culture

#### Événements culturels
- Mi-Carême : carnaval local et grand feu.
- 1er week-end de Juillet: kermesse organisée par le comité des jeunes (jeunesse de Spontin).
- 1er dimanche d’août : grande brocante au profit de l'asbl Spontin Solidarité.
- Décembre: marché de Noël.

## Économie
- L’industrie locale, orientée vers l’exploitation des carrières de pierre bleue et de grès, prit un important essor à la fin du XIXe siècle. Ces carrières ont presque toutes cessé leur activité aujourd’hui.
- Les sources d'eau minérale de Spontin alimentaient une usine d'embouteillage jusqu'en 2010[4].
- La fabrication de sirops sucrés ont connu une large diffusion.
- La remise en service de l’ancienne ligne de chemin de fer 128 comme ligne touristique au départ de Ciney permet de relier la capitale du Condroz à la gare de Spontin à partir de 1992, pour atteindre par tronçons successifs Purnode (gare) en 2007 et Évrehailles-Bauche en 2017. Durant le printemps et l’été, des autorails touristiques permettent la découverte de cette vallée sauvage, alternant ouvrages d’art, vallons boisés, escarpements et anciennes carrières.